# Jordan Kyrou
Jordan Kyrou (* 5. května 1998 Toronto, Ontario) je kanadský profesionální hokejový útočník hrající za tým St. Louis Blues v severoamerické lize National Hockey League (NHL) na pozici pravého křídla. Byl draftován v druhém kole ze 35. místa při vstupním draftu do NHL v roce 2016.

## Hráčská kariéra

### Junior
Kyrou začal hrát juniorský hokej po přestěhování do Mississaugy v Ontariu. Při hraní za tým Mississauga AAA Senators byl Kyrou vybrán v roce 2014 v draftu Ontario Hockey League (OHL) jako 38. hráč v pořadí týmem Sarnia Sting. S Sting podepsal 7. července 2014 juniorskou smlouvu. Během své debutové sezóny 2014–15 nastoupil v 63 zápasech, v nichž nasbíral 36 bodů.
Po konci své druhé sezóny v juniorském týmu Sting v sezóně 2015–16 byl Kyrou vybrán ve druhém kole draftu NHL v roce 2016 jako 35. hráč v celkovém pořadí týmem St. Louis Blues. Dne 27. července 2016 podepsali Blues a Kyrou tříletou vstupní smlouvu, byl však ponechán v juniorské lize. Před sezónou 2017–18 a svou čtvrtou sezónou v tomto týmu byl Kyrou jmenován kapitánem týmu Sarnia Sting. Na konci sezóny 2017–18 byl Kyrou oceněn trofejí Jim Mahon Memorial Trophy jako nejlépe bodující pravé křídlo v OHL se 109 body.

### Profesionální kariéra
Kyrou se po vydařené předsezóně dostal na soupisku Blues pro start sezóny 2018–19 a následně debutoval v National Hockey League (NHL) 4. října proti týmu Winnipeg Jets. Svůj první bod v NHL, asistenci, zaznamenal 12. října při výhře 5:3 nad Calgary Flames a svůj první gól v kariéře v NHL 9. prosince 2018 při prohře s Vancouver Canucks. Zbytek sezóny však dohrál na farmě v lize American Hockey League (AHL) za tým San Antonio Rampage. Jelikož tedy neodehrál dostatečný počet zápasů v NHL v této sezóně a nenastoupil ani v playoff, neřadí se mezi vítěze Stanley Cupu, který v tomto ročníku tým St. Louis Blues vyhrál.
Sezónu 2019–20 začal Kyrou na listině zraněných hráčů a po uzdravení byl ponechán na farmě v týmu Rampage. Do Blues byl povolán 9. prosince 2019 a 16. prosince 2019 vstřelil svůj první gól v sezóně při výhře 5:2 nad Colorado Avalanche. V následující sezóně 2020–2021, zkrácené kvůli pandemii covidu-19, odehrál již všechny utkání kromě jednoho v týmu St. Louis Blues a v 55 zápasech si připsal 35 bodů.
Dne 3. srpna 2021 Blues a Kyrou podepsali dvouleté prodloužení smlouvy za 5,6 milionu amerických dolarů. V sezóně 2021–2022 se Kyrou naplno prosadil do hlavních lajn týmu a v sezóně si připsal 75 bodů za 74 zápasů. Za své výkony byl vybrán za účastníka utkání hvězd All Star Game 2022, kde se zúčastnil disciplíny o nejrychlejšího bruslaře, kterou vyhrál. V dobrých výkonech pokračoval i v playoff, kde ve 12 zápasech získal 9 bodů. Dne 13. září 2022 pak Kyrou podepsal s Blues osmileté prodloužení smlouvy za 65 milionů dolarů a v následujících dvou sezónách 2022–2023 a 2023–2024 získal 73 (první v bodování týmu), respektive 67 bodů (druhý v bodování týmu po Robertu Thomasovi), do playoff se však tým Blues neprobojoval.

## Statistiky

### Klubové statistiky
| Sezóna      | Klub                | Soutěž      |     | Základní část | Základní část | Základní část | Základní část | Základní část |   | Play off | Play off | Play off | Play off | Play off |
| Sezóna      | Klub                | Soutěž      | Z   | G             | A             | B             | TM            | Z             | G | A        | B        | TM       |          |          |
| 2014–15     | Sarnia Sting        | OHL         | 63  | 13            | 23            | 36            | 12            | 5             | 1 | 5        | 6        | 0        |          |          |
| 2015–16     | Sarnia Sting        | OHL         | 65  | 17            | 34            | 51            | 14            | 7             | 1 | 6        | 7        | 0        |          |          |
| 2016–17     | Sarnia Sting        | OHL         | 66  | 30            | 64            | 94            | 36            | 4             | 1 | 2        | 3        | 0        |          |          |
| 2016–17     | Chicago Wolves      | AHL         | 1   | 0             | 0             | 0             | 0             | —             | — | —        | —        | —        |          |          |
| 2017–18     | Sarnia Sting        | OHL         | 56  | 39            | 70            | 109           | 22            | 12            | 3 | 1        | 4        | 10       |          |          |
| 2018–19     | St. Louis Blues     | NHL         | 16  | 1             | 2             | 3             | 4             | —             | — | —        | —        | —        |          |          |
| 2018–19     | San Antonio Rampage | AHL         | 47  | 16            | 27            | 43            | 10            | —             | — | —        | —        | —        |          |          |
| 2019–2020   | San Antonio Rampage | AHL         | 16  | 9             | 6             | 15            | 10            | —             | — | —        | —        | —        |          |          |
| 2019–20     | St. Louis Blues     | NHL         | 28  | 4             | 5             | 9             | 8             | 5             | 0 | 0        | 0        | 0        |          |          |
| 2020–21     | St. Louis Blues     | NHL         | 55  | 14            | 21            | 35            | 12            | 4             | 1 | 0        | 1        | 0        |          |          |
| 2021–22     | St. Louis Blues     | NHL         | 74  | 27            | 48            | 75            | 20            | 12            | 7 | 2        | 9        | 4        |          |          |
| 2022–23     | St. Louis Blues     | NHL         | 79  | 37            | 36            | 73            | 22            | —             | — | —        | —        | —        |          |          |
| 2023–24     | St. Louis Blues     | NHL         | 82  | 31            | 36            | 67            | 22            | —             | — | —        | —        | —        |          |          |
| NHL celkově | NHL celkově         | NHL celkově | 334 | 114           | 148           | 262           | 88            | 21            | 8 | 2        | 10       | 4        |          |          |

### Reprezentační statistiky
| Rok            | Tým            | Soutěž         | Z  | G | A  | B  | TM |
| -------------- | -------------- | -------------- | -- | - | -- | -- | -- |
| 2014           | Kanada White   | U17            | 5  | 0 | 4  | 4  | 0  |
| 2016           | Kanada         | IH18           | 4  | 1 | 1  | 2  | 4  |
| 2018           | Kanada         | MSJ            | 7  | 3 | 7  | 10 | 0  |
| Junioři celkem | Junioři celkem | Junioři celkem | 16 | 4 | 12 | 16 | 6  |
| Senioři celkem | Senioři celkem | Senioři celkem | 0  | 0 | 0  | 0  | 0  |